# Circus Maximus
Circus Maximus (lat. za "Veliki krug") je bivši hipodrom koji je bio najveća građevina u Starom Rimu; smještena u dolini između brežuljaka Palatina i Aventina. U njemu su održavane utrke dvokolica, ali i gladijatorske borbe. 
Circus Maximus je izgrađen u vrijeme vladavine petog rimskog kralja Tarkvinija I. i prvobitno je služio za održavanje natjecanja, igara i festivala. Na početku je imao drvene tribine. Gaj Julije Cezar ga je proširio negdje oko 50. pr. Kr., kada je staza za utrke bile negdje oko 600 m duga i negdje oko 225 m široka, a Tit Flavije ga je zatvorio lukovima. Trajan je kasnije dogradio još 500 mjesta i proširio carsku ložu kako bi bila vidljivija za gledatelje.
Najvažniji događaj koji su održavani u Cirkusu su utrke dvokolica. Na staze je moglo stati dvanaest dvokolica, a staze su bile odijeljene po dužini jedna od druge s dva egipatska obeliska, zvanih spina. Početak staze ili start se nazivao carceres, a mjesto okretaja meta. Dvokolice su vozile u suprotnom pravcu kazaljke na satu, u pravilu sedam puta. Najopasnije mjesto, ali i mjesto odluke utrke, je bio okretaj oko tih spina, jer su zavoji bili vrlo oštri. Zbog toga su vozači uprezali svojeg najboljeg konja na unutarnju stranu staze. Izgradnjom Koloseja, ova građevina gubi na važnosti.
Danas je Circus Maximus travnata površina, na kojoj se još mogu prepoznati spine. Papa Siksto V. je u 16. stoljeću premjestio obelisk na trg Piazza del Popolo u Rimu. Na zavoju, iza kojeg počinje Via Appia, postoje neke oskudne arheološke iskopine.

## Poveznice
- Carigradski hipodrom
- Umjetnost starog Rima